# André Raponda-Walker
André Raponda-Walker (1871-1968) fut un prêtre, un écrivain et un scientifique autodidacte gabonais qui rassembla de nombreuses informations sur la culture et la vie des peuples du Gabon au cours de sa longue existence.

## Biographie
Fils de Robert-Bruce Walker (1832-1910), explorateur britannique de l'Ogooué en 1867, et d'une princesse Mpongwè, de la lignée du roi Louis Ré-Dowé, il naquit à Libreville où il fit ses études chez les Pères du Saint-Esprit. En 1899, il fut le premier Gabonais à être ordonné prêtre. En tant que missionnaire, il sillonna l'intérieur du pays, étudiant de nombreux dialectes, la faune, la flore et les coutumes des régions qu'il traversa. Il évangélisa les Mitsogos et étudia leur langue.
Après avoir pris sa retraite, il rassembla les multiples informations qu'il avait recueillies en vue de leur publication. Sa rencontre avec l'ethnonaturaliste Roger Sillans en 1950 fut le point de départ d'une collaboration fructueuse. Jusqu'à sa mort, il enrichit les connaissances sur le Gabon.
Autodidacte brillant aux savoirs pluridisciplinaires, il est membre de l'Académie des Sciences d’Outre-Mer en France et s’intéresse aussi bien à l’Histoire, à l’anthropologie, à la botanique, qu’à la linguistique. André Raponda Walker est aussi un polyglotte accompli. A son actif, le français, la langue officielle. Mais aussi le Mpongwe sa langue maternelle, l’anglais et bon nombre d’autres langues gabonaises : Fang, Eschira, Tsogo, Benga, Kele …

## Œuvres d'André Raponda-Walker
- Dictionnaire mpongwè-français, suivi d'éléments de grammaire, Metz, 1934.
- Essai de grammaire tsogo, Brazzaville, 1937.
- Notes d'Histoire du Gabon, 1960.
- Dictionnaire français-mpongwè, 1961.
- Les Plantes utiles du Gabon (avec Roger Sillans), Paris, Le Chevalier, 1961, 614 p. (Coll. Encyclopédie biologique, 56).

- Prix Georges-Bruel 1962 de l'Académie des sciences d’outre-mer.
- Rites et croyances des peuples du Gabon (avec Roger Sillans), 1962.
- Contes gabonais, 1967.
- Dictionnaire étymologique des noms propres gabonais, Les Classiques africains, 1993.  (ISBN 2-85049-574-3)